# Udea paghmanalis
Udea paghmanalis là một loài bướm đêm trong họ Crambidae.